# フランツ・バウアー＝トイスル
フランツ・バウアー＝トイスル（Franz Bauer-Theussl, 1928年9月25日 - 2010年4月30日）は、オーストリアの指揮者。
ツィリングドルフの生まれ。ウィーン音楽院でブルーノ・ザイドルホーファーにピアノ、クレメンス・クラウスとハンス・スワロフスキーに指揮法を師事。1950年からバーデンの市立劇場の指揮者として活動をはじめ、1953年からザルツブルク州立歌劇場のオペラ担当の指揮者に転出。さらに1957年からウィーン・フォルクスオーパーの音楽監督となり、メルビッシュ湖上音楽祭でも指揮をした。1960年から1964年までアムステルダム歌劇場の音楽監督を兼任している。1969年からはウィーン・ヨハン・シュトラウス管弦楽団にも客演を繰り返した。ドイツ圏ならではの地方オペラから叩き上げたカペルマイスターだが、国内発売されている録音はウインナワルツ集のみ。
ザルツブルクにて死去。